# ロニー・プライス
ロナルド・ドウェイン・プライス  (Ronald D'Wayne Price 1983年6月21日 - )は、アメリカ合衆国・テキサス州出身のプロバスケットボール選手。NBAの多くのチームで控えポイントガードとしてプレーしてきたジャーニーマン。現在はフェニックス・サンズのスカウトを務める。

## 来歴
テキサス州フレンズウッドの高校を2001年に卒業後、ルイジアナ州のニコルズ州立大学に進学するも、2002年にユタ州にあるユタバレー大学に転校。同大学の主力選手として活躍したプライスは、2005年のNBAドラフトの開催前のワークアウトで、ユタ・ジャズとデトロイト・ピストンズのワークアウトに参加。ドラフトでは指名を受けることが出来なかったものの、8月2日にサクラメント・キングスと契約。ユタバレー大学初のNBA選手となった。出場機会こそ少なかったものの、2006年11月22日のユタ・ジャズ戦では、カルロス・ブーザー越しに豪快なダンクシュートを決めるなど、インパクトを残した。
2007年7月、ユタ・ジャズと契約。大学時代を過ごしたユタ州でプレーすることになり、主にデロン・ウィリアムスに控え役として4シーズンプレーした。
2011-12シーズン以降は、1年毎にチームを移籍し、各チームで控えポイントガードとして黙々とその役割をこなしている。2014-15シーズンに在籍したロサンゼルス・レイカーズでは、シーズン自己最高の22試合に先発出場した。